# Paardensport op de Paralympische Zomerspelen

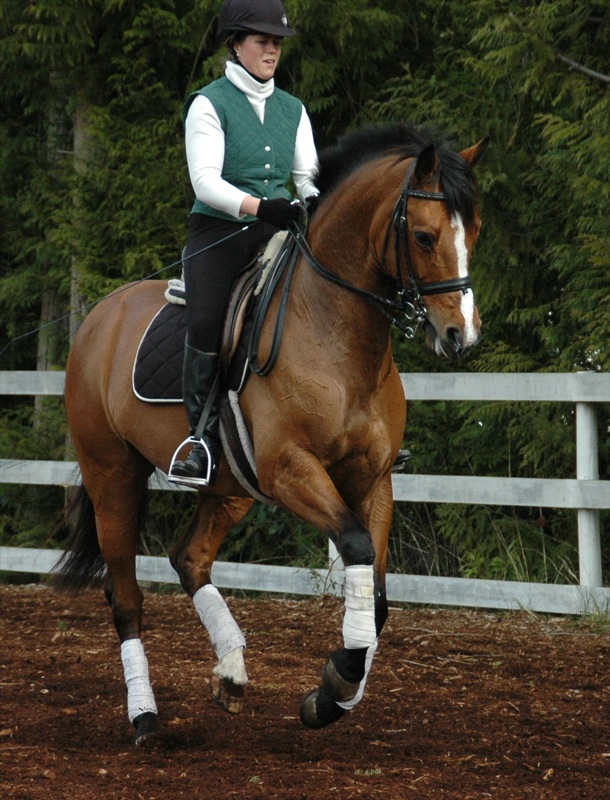
De Canadese Karen Brian

Paardensport is een van de sporten die op het programma van de Paralympische Spelen staan. De sport staat sinds 2006 onder auspiciën van de Fédération Équestre Internationale (FEI). De paralympische paardensport is toegankelijk voor lichamelijk en visueel gehandicapten.

## Regels
Indien hun beperking dit noodzaakt, mogen de ruiters gebruikmaken van hulpmiddelen om het paard te leiden.
Er wordt alleen dressuur gereden. Er zijn individuele wedstrijden en teamwedstrijden. Er is zowel een wedstrijd die bestaat uit verplichte onderdelen en een die bestaat uit de vrije oefening op muziek (kür). Bij de teamwedstrijd bestaat een team uit drie of vier ruiters. Ten minste een van hen moet de graad I of II hebben. De eindscore van het team bestaat uit het resultaat van de beste drie teamleden tijdens de teamwedstrijd opgeteld bij de beste drie individuele scores uit de individuele wedstrijd.
De bak is 40 bij 20 meter groot en indien mogelijk voor graad IV-ruiters 60 bij 20 meter. Visueel beperkte ruiters van graad III en graad IV mogen geholpen worden om zichzelf te oriënteren in de bak. Dit kan door aanwijzingen van een assistent buiten de bak of bijvoorbeeld door middel van geluidssignalen.

## Classificatie
De sporters worden ingedeeld in een van de vier categorieën afhankelijk van hun mogelijkheden. Mannen en vrouwen strijden in gemengde categorieën met elkaar. Graad I-ruiters hebben de grootste beperkingen, graad IV-ruiters de minste. Elke graad kent zijn eigen dressuurproeven. Ruiters in de categorie I en II moeten stappen of stappen en in draf. Graad III en IV-ruiters moeten ook de langzame galop (drietelgang) en zijwaartse elementen tonen.
- Graad I: voornamelijk ruiters die zich in het dagelijkse leven voortbewegen met een rolstoel, met een zeer slechte rompfunctie.
- Graad II: voornamelijk ruiters die zich in het dagelijkse leven voortbewegen met een rolstoel, maar met een redelijke armfunctie.
- Graad III: ruiters met problemen in alle vier de ledematen en blinden.
- Graad IV: ruiters met problemen in één of twee ledematen en slechtzienden.

## Geschiedenis
Paardensport stond voor het eerst in 1984 op het programma, Er werden negen onderdelen gehouden, waaronder zeven dressuurevenementen en vijf behendigheidsevenementen. Het was voor langere tijd de enige keer. Pas vanaf 1996 werd het weer gehouden. Vanaf toen stonden er alleen maar dressuurevenementen op het programma.